# Colleferro
Colleferro ist eine Gemeinde in der Metropolitanstadt Rom in der italienischen Region Latium mit 20.454 Einwohnern (Stand 31. Dezember 2023).

## Geografie
Colleferro liegt im Tal des Sacco am Nordabhang der Monti Lepini, 54 Kilometer östlich von Rom. Das Gemeindegebiet erstreckt sich über eine Höhe von 87 bis 235 m s. l. m.
Seine Ortsteile sind Colleferro, Colleferro Scalo und Quarto Chilometro.

## Geschichte
Im Gebiet des heutigen Colleferro lag die antike Stadt Sacriportus. Im Frühjahr 82 v. Chr. schlug Sulla dort das Heer des jüngeren Marius vernichtend.
Colleferro ist eine der jüngsten Gemeinden der Provinz Rom. Erst mit dem Bau der Eisenbahn von Rom nach Neapel entstand am Ende des 19. Jahrhunderts eine Ansiedlung am Bahnhof Segni-Paliano mit dem Namen Segni Scalo, die allerdings auf dem Gemeindegebiet von Valmontone lag.
Mit der Ansiedlung von Industrie (Sprengstoff und Zement) wuchs die Siedlung stetig an. Am 8. Juli 1935 wurde die selbständige Gemeinde Colleferro aus Teilen der Gemeindegebiete von Valmontone, Segni und Paliano gebildet. Der Ort wurde im Zweiten Weltkrieg stark zerstört und seit den 1950er Jahren als Zentrum des oberen Saccotals wieder aufgebaut.

## Bevölkerungsentwicklung
| Jahr      | 1881  | 1901  | 1921  | 1936  | 1951   | 1971   | 1991   | 2001   | 2011   |
| --------- | ----- | ----- | ----- | ----- | ------ | ------ | ------ | ------ | ------ |
| Einwohner | 1.039 | 1.331 | 1.775 | 4.197 | 10.088 | 18.026 | 20.392 | 20.723 | 21.538 |

Quelle: ISTAT

## Politik
Mario Cacciotti (PdL) wurde im Mai 2011 zum zweiten Mal zum Bürgermeister gewählt. Sein Mitte-rechts-Bündnis stellt auch mit 11 von 16 Sitzen die Mehrheit im Gemeinderat.

### Partnerstädte
- Colmenar Viejo in der Region Madrid

## Wirtschaft und Infrastruktur
Die größten ansässigen Unternehmen sind der Chemiekonzern SNIA und der Zementhersteller Italcementi.
Colleferro liegt an der antiken Via Casilina, heute als SS 6 Teil des Fernstraßennetzes, die von Rom nach Kampanien führt. Außerdem liegt die Stadt an der Autostrada del Sole A1 (Anschluss Colleferro), die Mailand mit Neapel verbindet. Eine gute Eisenbahnverbindung besteht über die Bahnstrecke Rom-Frosinone-Cassino-Neapel mit dem Bahnhof Colleferro-Segni-Paliano.

## Söhne und Töchter der Stadt
- Enzo Vecciarelli (* 1957), General der Luftwaffe
- Eva Russo (* 1966), Fußballtorhüterin
- Massimiliano Pironti (* 1981), Schauspieler, Sänger, Tänzer und Maler
- Marika Diana (* 1987), Automobilrennfahrerin
- Francesco Dell’Uomo (* 1987), Wasserspringer